# Puybrun
 Puybrun  (en occitano Puègbrun) es una población y comuna francesa, antigua bastida medieval, situada en la región de Mediodía-Pirineos, departamento de Lot, en el distrito de Figeac y cantón de Bretenoux.

## Demografía
| 631 | 676 | 644 | 630 | 672 | 733 |
| Para los censos de 1962 a 1999 la población legal corresponde a la población sin duplicidades (Fuente: INSEE [Consultar]) |     |     |     |     |     |